# Лазоревая степь. Донские рассказы. 1923―1925
«Лазоревая степь. Донские рассказы. 1923―1925» — сборник рассказов русского советского писателя Михаила Александровича Шолохова, вышедший в 1931 году. Главная тема этих произведений — гражданская война на Дону.

## Состав
Впервые сборник «Лазоревая степь. Донские рассказы. 1923―1925» был опубликован в 1931 году в «Московском товариществе писателей». 
В сборник вошли семь из восьми рассказов сборника «Донские рассказы»: «Шибалково семя», «Председатель Реввоенсовета республики», «Коловерть», «Пастух», «Двухмужняя», «Алёшкино сердце» и «Бахчевник», девять из двенадцати произведений сборника «Лазоревая степь»: «Лазоревая степь», «Чужая кровь», «Нахалёнок», «Смертный враг», «Путь-дороженька» (повесть), «Продкомиссар», «Кривая стёжка», «Червоточина», «Семейный человек». Рассказы из сборника «О Колчаке, крапиве и прочем» (1927): «Жеребёнок», «О Колчаке, крапиве и прочем» и рассказ «О Донпродкоме и злоключениях заместителя Донпродкомиссара товарища Птицына», который не был включён ни в один сборник, также вошли в сборник «Лазоревая степь. Донские рассказы. 1923―1925». 
Книга начинается с предисловия и автобиографией Михаила Шолохова: «Читатель, уже знакомый с романом М. Шолохова „Тихий Дон“, без труда уловит в „Донских рассказах“ много черт и мотивов, роднящих эти ранние произведения писателя с его последующим творчеством <…> то, что потом в романе „Тихий Дон“ предстанет перед читателем художественно-упорядоченным, глубоко продуманным и отстоявшимся во времени, — всё это в „Донских рассказах“ дано писателем как запись событий, современником и участником которых он был» (С. 3).

## Критика
Автор бюллетеня библиографического института «Книга — строителям коммунизма» в рецензии на сборник писал: «…ранние произведения, собранные в книге, являются как бы подготовительным этапом к „Тихому Дону“. Донское казачество в эпоху гражданской войны — такова основная тематика сборника. Наиболее социально значимые рассказы <…> показывают классовое расслоение казачества во время гражданкой войны, жестокую кровопролитную борьбу кулаков с передовыми силами деревни. Эти рассказы, насыщенные жгучею ненавистью к классовому врагу, хотя и относится к более раннему времени, не потеряли своего значения и сейчас, в период ликвидации кулачества как класса на базе сплошной коллективизации».